# TUI Arena
TUI Arena – arena sportowa znajdująca się w Hanowerze, otwarta w 2000. Może pomieścić 10,767 ludzi na mecze hokejowe i 14,000 ludzi na koncerty. Na TUI Arena odbyło się Expo 2000.
TUI Arena służy jako lodowisko dla klubu hokejowego Hannover Scorpions.
12 listopada 2001 na TUI Arena miała wystąpić Janet Jackson, jednak koncert został odwołany z powodu zamachu terrorystycznego na Amerykę w dniu 11 września.